# Thomas Champion
Thomas Champion (Saint-Sébastien-sur-Loire, 8 de septiembre de 1999) es un ciclista profesional francés miembro del equipo Saint Michel-PREFERENCE HOME-Auber93 de categoría Continental.

## Biografía
En agosto de 2020 se distinguió entre los profesionales al conseguir la cuarta plaza en el Tour de Saboya Mont-Blanc, tras vestir el maillot de líder de los jóvenes. El mismo mes, terminó noveno en la Ronde d'Isard, una carrera famosa para escaladores emergentes. En el mes de septiembre firmó su primer contrato profesional con el equipo UCI WorldTeam Cofidis.
En agosto de 2022 el equipo lo seleccionó para participar en la Vuelta a España.

## Palmarés
- Aún no ha conseguido victorias como profesional.

## Resultados en Grandes Vueltas
| Carrera | Carrera         | 2021 | 2022 | 2023 | 2024 |
| ------- | --------------- | ---- | ---- | ---- | ---- |
|         | Giro de Italia  | —    | —    | 66.º | 55.º |
|         | Tour de Francia | —    | —    | —    | —    |
|         | Vuelta a España | —    | 98.º | —    | 82.º |

—: No participa

Ab.: Abandona

## Equipos
- Cofidis (2021-2024)
- Saint Michel-PREFERENCE HOME-Auber93 (2025-)